# Малашата (Ленинградская область)
Малашата — деревня в Пашском сельском поселении Волховского района Ленинградской области.

## История
Деревня Шилов Наволок упоминается на карте Санкт-Петербургской губернии 1792 года А. М. Вильбрехта.
На карте Санкт-Петербургской губернии Ф. Ф. Шуберта 1834 года, обозначена деревня Шилев Наволок и близ неё Пильный Завод Громова и усадьба Помещика Сабурова.

ШИЛОВ НАВОЛОК — деревня принадлежит поручику Апрелеву, число жителей по ревизии: 6 м. п., 3 ж. п. (1838 год)

Деревня Шилев Наволок отмечена на карте Ф. Ф. Шуберта 1844 года.

ШИЛОВ НАВОЛОК — деревня поручика Апрелева, по просёлочной дороге, число дворов — 2, число душ — 15 м. п. (1856 год)

ШИЛОВ НАВОЛОК — деревня владельческая при реке Паше, число дворов — 3, число жителей: 8 м. п., 7 ж. п.

МАЛАШИХИНА — деревня владельческая при реке Паше, число дворов — 4, число жителей: 9 м. п., 13 ж. п. (1862 год)

Согласно карте из «Исторического атласа Санкт-Петербургской Губернии» 1863 года деревня называлась Шилев Наволок в деревне находилась мыза и пильная мельница.
Согласно епархиальным сведениям 1899 года деревня Малашихино относилась к приходу Крестовоздвиженской церкви Шижнемского погоста в селе Часовенское Новоладожского уезда.
В конце XIX — начале XX века деревня административно относилась к Николаевщинской волости 3-го стана Новоладожского уезда Санкт-Петербургской губернии.
По данным «Памятной книжки Санкт-Петербургской губернии» за 1905 год деревни Шилов-Наволок и Малашихино входили в состав Часовенского сельского общества. Земли деревни Шилов-Наволок площадью 1421 десятина принадлежали новоладожскому мещанину Якову Дмитриевичу Степанову.
Согласно военно-топографической карте Петроградской и Новгородской губерний издания 1912 года близ них находилась Мыза Сабуровой.
По данным 1933 года деревни назывались Шипилов-Наволок и Малышихино и входили в состав Часовенского сельсовета Пашского района Ленинградской области.

Деревня Малашата на карте 1940 года

По данным 1966, 1973 и 1990 годов деревня называлась Малашата и входила в состав Часовенского сельсовета Волховского района.
В 1997 году в деревне Малашата Часовенской волости проживали 16 человек, в 2002 году — также 16 человек (русские — 94 %).
В 2007 году в деревне Малашата Пашского СП — 7 человек, в 2010 году — также 7.

## География
Деревня расположена в северо-восточной части района на автодороге 41К-370 (Часовенское — Кондега).
Расстояние до административного центра поселения — 30 км.
Расстояние до ближайшей железнодорожной станции Паша — 30 км.
Через деревню протекает река Кондега.

## Демография
| 1862 | 2002 | 2007 | 2010 | 2012 | 2017 |
| ---- | ---- | ---- | ---- | ---- | ---- |
| 22   | ↘16  | ↘7   | →7   | ↘6   | ↗7   |

### Национальный состав
Согласно данным Всероссийской переписи населения 2021 года в деревне проживали 4 человека, все русские.